# Anaïc ou le Balafré
Pour plus de détails, voir Fiche technique et Distribution.
Anaïc ou le Balafré est un film muet français réalisé par Georges Méliès, sorti en 1908.

## Fiche technique
- Titre : Anaïc ou le Balafré
- Titre américain : Not Guilty
- Réalisateur : Georges Méliès
- Scénario : Georges Méliès
- Photographie :
- Montage :
- Société de production :  Star Film
- Pays de production :  France
- Langue : film muet avec les intertitres en français
- Format : Noir et blanc — 35 mm — 1,33:1 — Muet
- Genre : Comédie
- Durée : 6 minutes